# Index TA-25

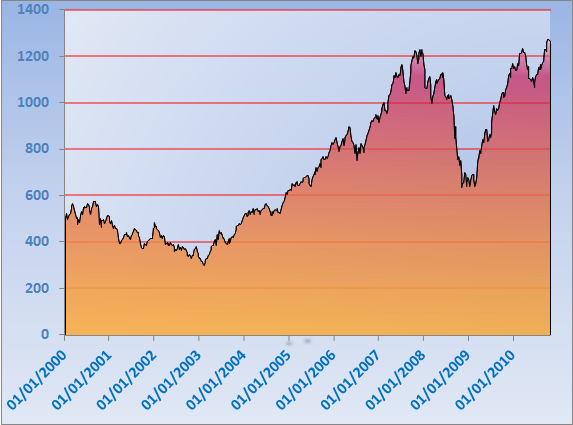
Vývoj indexu TA-25 v letech 2000-2010

Index TA-25 je oficiálním indexem Telavivské burzy cenných papírů. 

## Popis indexu
Poprvé byl publikován roku 1992 pod jménem MAOF Index. Zahrnuje ceny akcií 25 firem s nejvyšší tržní kapitalizací obchodovaných na telavivské burze. Jde o hlavní „vlajkový“ index této burzy. Spolu s Indexem TA-75 tvoří Index TA-100.

## Báze Indexu TA-25
Index TA-25 sestává, dle údajů k 24. srpnu 2011, z následujících firem:
| pořadí | název firmy                        | symbol | váha v indexu (v %) | poznámka                                    |
| ------ | ---------------------------------- | ------ | ------------------- | ------------------------------------------- |
| 1      | Perrigo                            | PRGO   | 12,45665            | duálně kótovaná (i NASDAQ)                  |
| 2      | Bezek                              | BEZQ   | 10,48856            |                                             |
| 3      | Israel Chemicals                   | ICL    | 10,33657            |                                             |
| 4      | Banka ha-Po'alim                   | POLI   | 9.43128             |                                             |
| 5      | Banka Le'umi                       | LUMI   | 9,27820             |                                             |
| 6      | Teva Pharmaceutical Industries     | TEVA   | 9,13210             | duálně kótovaná (i NASDAQ)                  |
| 7      | NICE Systems                       | NICE   | 4,04816             | duálně kótovaná (i NASDAQ)                  |
| 8      | Israel Corporation                 | ILCO   | 3,91037             |                                             |
| 9      | Makhteshim Agan                    | MAIN   | 3,13538             |                                             |
| 10     | Israel Discount Bank               | DSCT   | 2,93134             |                                             |
| 11     | Cellcom                            | CEL    | 2,88966             | duálně kótovaná (i New York Stock Exchange) |
| 12     | Banka Mizrachi-Tfachot             | MZTF   | 2,67150             |                                             |
| 13     | Elbit Systems                      | ESLT   | 2,35870             | duálně kótovaná (i NASDAQ)                  |
| 14     | Partner Communications Company     | PTNR   | 2,30838             | duálně kótovaná (i NASDAQ)                  |
| 15     | Isramco                            | ISRA.L | 2,24959             |                                             |
| 16     | Avner Oil Exploration              | AVNR.L | 1,79315             |                                             |
| 17     | Azrieli Group                      | AZRG   | 1,63768             |                                             |
| 18     | Delek                              | DLEKG  | 1,57695             |                                             |
| 19     | Gazit-Globe                        | GLOB   | 1,56967             |                                             |
| 20     | Paz Oil Company                    | PZOL   | 1,35929             |                                             |
| 21     | Bazan                              | ORL    | 1,09695             |                                             |
| 22     | Strauss Group                      | STRS   | 1,03301             |                                             |
| 23     | Osem Investments                   | OSEM   | 0,96642             |                                             |
| 24     | Delek Drilling Limited Partnership | DEDR.L | 0,90592             |                                             |
| 25     | Discount Investment Corporation    | DISI   | 0.43449             |                                             |